# Born Dead (Film)
Born Dead, auch bekannt als Born Dead – Die blutige Party des Dr. Mengele, ist ein deutscher Independent-Kurzfilm von Simon Spachmann und Olaf Zanetti aus dem Jahr 2019.

## Handlung
Wegen des auffälligen Ravers Koka Bud fliegen die Partygänger aus jeder Disco heraus. Auf der Suche nach einer neuen Partylocation brechen sie in die alte Praxis von Dr. Mengele ein. Als sich einer der Partygänger verletzt, weckt er versehentlich eine Bande von Zombies auf. Auch Mengele erwacht zum Leben. Dieser konnte sich nach der Niederlage als Gynäkologe tarnen und entdeckte den Schlüssel zur Unsterblichkeit. Von den Partygängern überlebt nur Mila, die von Mengele gefangen genommen wird. Sie kann sich jedoch befreien und Mengele töten. Als sie das Kellerlabor verlässt, kommt ihr eine Horde von Zombies entgegen und sie bricht lachend zusammen.

## Hintergrund
Der Splatter-Kurzfilm ist die erste Produktion der Independent-Filmproduktion Medienküche, die Regisseur Olaf Zanetti 2018 ins Leben rief. Zanetti hatte bereits vorher einige Independentfilme gedreht.
Die DVD-Fassung des Films erschien am 31. Juli 2019 ungeprüft über Medienküche. Der Film lief außerdem auf dem Indigo Filmfest 2019.